# 헝양시
헝양(중국어: 衡阳, 병음: Héngyáng)은 중화인민공화국 후난성에서 두 번째로 큰 도시이다. 상강과 레이강이 만나는 지점으로 성도 창사에서 남쪽으로 약 160km 떨어져있다.
후난은 분주하고 성장하는 공업도시이자 수로와 철로, 고속도로를 연결하는 후난 성의 선도적인 교통 중심지이다. 제조업으로 화학, 농업, 광업 설비, 방직, 제지, 식품 가공업 등이 있다. 납, 아연, 석탄, 주석 광산이 주변에 있다. 예전 이름은 헝저우였다.

## 역사
전국시대부터 취락을 형성하고 있던 형양에 행정구명이 나타나는 것은 한대이다. 한대에는 승양현(承陽県)·영현(酃県)의 2현이 두어져 장사국에 속했다. 오나라 때는 임증현(臨蒸県)이 두어져 형양군에 속했다. 수대에는 형양군이 폐지되고 새롭게 형주(衡州)가 설치되었다. 당나라 초에 형양현이 임증현으로 잠시 개칭되었던 시기가 있지만 머지 않아 복원되었고, 그 후 원대에 형주로(衡州路), 명대에는 형주부(衡州府) 등의 상위 행정 구역 명칭의 변천을 하면서도 청말까지 행정 구역은 이어졌고 중화민국에 의해 1942년 1월 1일에 헝양현에서 헝양시로 승격해 현재에 이르고 있다.

## 교통

### 도로
헝양은 중국의 45개 고속도로의 중심축 중 하나로 징주 고속도로(베이징-주하이)와 헝쿤 고속도로(헝양-쿤밍)가 이곳에서 교차한다.
107번 국도(베이징, 광저우 방향)와 322번 국도(쿤밍 방향)는 도시의 중심가를 통과한다. 두 개의 버스 터미널이 도시에 위치한다. 그 중 하나는 헝양 서부 터미널이 중심가에 위치하고 지방 도로와 도시 내부 도로가 북쪽과 서쪽 방향에 위치한다. 또다른 터미널인 링후 터미널은 도시의 가장자리에 위치하고 남쪽과 동쪽 방향에 위치한다.

### 철도
헝양은 남중국의 중요한 교통 중심축이다. 두 개의 주요 철로인 징광선(베이징-광저우)과 샹구이 선(헝양-난닝)이 헝양에서 교차한다. 헝양 역은 중국 10대 기차역 중 하나이다.
100개 이상의 기차가 헝양 역을 통과하며 중국 대부분의 도시를 연결하는 가장 분주한 역 중 하나다. 2008년 12월, 베이지-광저우 고속철도 동헝양역 개통. 2012년 헝양-류저우 고속철도 동헝양역과 연결한다.

## 기후
연평균 기온은 16.8～17.2°C이고 연평균 강수량은 1319.8mm이다. 무상일수는 275일이다.
| 헝양시의 기후                                                 | 헝양시의 기후 | 헝양시의 기후 | 헝양시의 기후 | 헝양시의 기후 | 헝양시의 기후 | 헝양시의 기후 | 헝양시의 기후 | 헝양시의 기후 | 헝양시의 기후 | 헝양시의 기후 | 헝양시의 기후 | 헝양시의 기후 | 헝양시의 기후   |
| 월                                                            | 1월           | 2월           | 3월           | 4월           | 5월           | 6월           | 7월           | 8월           | 9월           | 10월          | 11월          | 12월          | 연간            |
| ------------------------------------------------------------- | ------------- | ------------- | ------------- | ------------- | ------------- | ------------- | ------------- | ------------- | ------------- | ------------- | ------------- | ------------- | --------------- |
| 역대 최고 기온 °C (°F)                                        | 27.7 (81.9)   | 32.2 (90.0)   | 36.0 (96.8)   | 37.0 (98.6)   | 37.3 (99.1)   | 38.6 (101.5)  | 40.2 (104.4)  | 41.3 (106.3)  | 38.7 (101.7)  | 36.5 (97.7)   | 32.6 (90.7)   | 26.3 (79.3)   | 41.3 (106.3)    |
| 일평균 최고 기온 °C (°F)                                      | 9.3 (48.7)    | 12.2 (54.0)   | 16.4 (61.5)   | 23.2 (73.8)   | 27.8 (82.0)   | 31.0 (87.8)   | 34.5 (94.1)   | 33.7 (92.7)   | 29.7 (85.5)   | 24.3 (75.7)   | 18.3 (64.9)   | 12.2 (54.0)   | 22.7 (72.9)     |
| 일일 평균 기온 °C (°F)                                        | 6.4 (43.5)    | 8.8 (47.8)    | 12.7 (54.9)   | 18.8 (65.8)   | 23.4 (74.1)   | 26.9 (80.4)   | 30.0 (86.0)   | 29.1 (84.4)   | 25.4 (77.7)   | 20.1 (68.2)   | 14.3 (57.7)   | 8.7 (47.7)    | 18.7 (65.7)     |
| 일평균 최저 기온 °C (°F)                                      | 4.2 (39.6)    | 6.3 (43.3)    | 10.0 (50.0)   | 15.6 (60.1)   | 20.2 (68.4)   | 23.9 (75.0)   | 26.4 (79.5)   | 25.8 (78.4)   | 22.2 (72.0)   | 16.9 (62.4)   | 11.3 (52.3)   | 6.0 (42.8)    | 15.7 (60.3)     |
| 역대 최저 기온 °C (°F)                                        | −6.2 (20.8)   | −7.9 (17.8)   | −0.3 (31.5)   | 3.7 (38.7)    | 10.2 (50.4)   | 13.2 (55.8)   | 18.9 (66.0)   | 18.3 (64.9)   | 12.8 (55.0)   | 5.4 (41.7)    | −0.7 (30.7)   | −5.9 (21.4)   | −7.9 (17.8)     |
| 평균 강수량 mm (인치)                                         | 81.6 (3.21)   | 85.8 (3.38)   | 159.0 (6.26)  | 150.6 (5.93)  | 179.1 (7.05)  | 169.0 (6.65)  | 119.1 (4.69)  | 117.8 (4.64)  | 55.0 (2.17)   | 62.4 (2.46)   | 81.6 (3.21)   | 58.8 (2.31)   | 1,319.8 (51.96) |
| 평균 강수일수 (≥ 0.1 mm)                                      | 15.4          | 14.4          | 18.7          | 16.6          | 16.0          | 14.2          | 10.0          | 10.5          | 8.6           | 9.7           | 10.9          | 10.7          | 155.7           |
| 평균 강설일수                                                 | 3.5           | 2.0           | 0.5           | 0             | 0             | 0             | 0             | 0             | 0             | 0             | 0             | 0.9           | 6.9             |
| 평균 상대 습도 (%)                                            | 78            | 77            | 79            | 77            | 76            | 78            | 70            | 72            | 72            | 71            | 73            | 73            | 75              |
| 평균 월간 일조시간                                            | 57.4          | 58.6          | 73.1          | 101.1         | 130.9         | 137.8         | 232.3         | 197.6         | 152.9         | 130.4         | 112.5         | 96.4          | 1,481           |
| 가능 일조율                                                   | 17            | 18            | 20            | 26            | 31            | 33            | 55            | 49            | 42            | 37            | 35            | 30            | 33              |
| 출처: 중국기상국 (평년값: 1991년~2020년, 극값: 1971년~2010년) |               |               |               |               |               |               |               |               |               |               |               |               |                 |

## 행정 구역

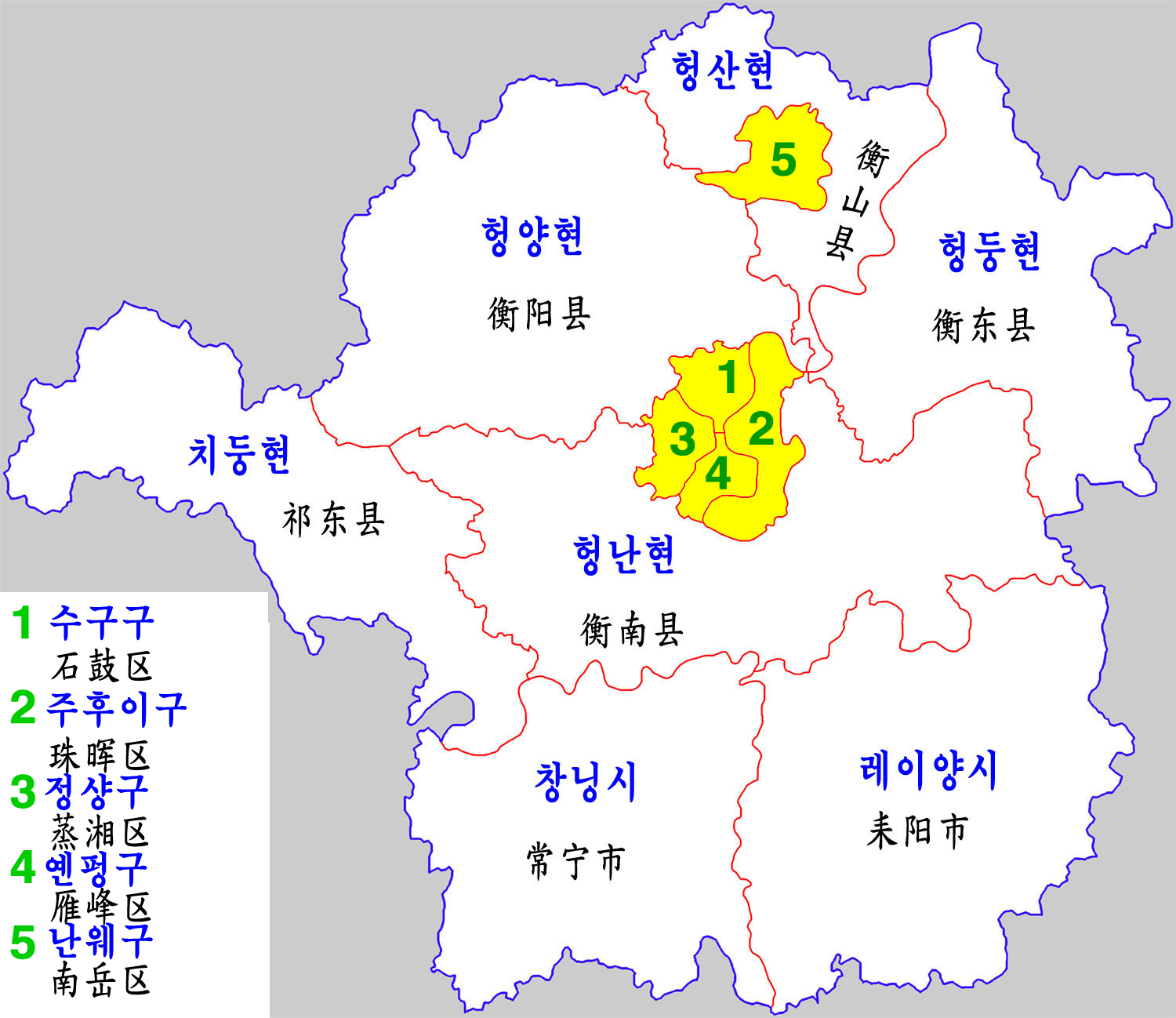
헝양시 현급구역

5개의 시할구, 2개의 현급시, 5개의 현을 관할한다.
시할구
- 옌펑구(雁峰区)
- 주후이구(珠晖区)
- 스구구(石鼓区)
- 정샹구(蒸湘区)
- 난웨구(南岳区)

현급시
- 창닝시(常宁市)
- 레이양시(耒阳市)

현
- 헝양현(衡阳县)
- 헝난현(衡南县)
- 헝산현(衡山县)
- 헝둥현(衡东县)
- 치둥현(祁东县)